# Fibrado vetorial holomórfico
Em matemática, um fibrado de linhas holomórfico é um fibrado vetorial complexo sobre uma variedade complexa X tal que o espaço total E é uma variedade complexa e o mapa de projeção {\displaystyle \pi :E\to X} é holomórfica.
Especificamente, requer-se que os mapas de trivialização
{\displaystyle \phi _{U}\colon \pi ^{-1}(U)\to U\times \mathbb {C} ^{k}}
são mapas biholomorficos. Isto é equivalente a requerer que as funções de transição
{\displaystyle t_{UV}\colon U\cap V\to \mathrm {GL} _{k}\mathbb {C} }
são mapas holomórficos.
Um fibrado de linhas holomórfico é um fibrado vetorial holomórfico de ordem um.